# 未来ドロボウ
「未来ドロボウ」（みらいドロボウ）は、藤子不二雄名義で発表された日本のSF短編漫画。藤本弘（のちの藤子・F・不二雄）による単独執筆作。大脳生理学者が登場する。
1977年（昭和52年）『週刊少年サンデー』37号に30頁の読切として掲載された。1983年（昭和58年）『藤子不二雄少年SF短編集』〈てんとう虫コミックス〉第1巻に収録される際に加筆修正され、全35頁の作品となった（単行本初収録）。以降2010年現在までに7つの短編集に収録され、2000年（平成12年）の『藤子・F・不二雄SF短編PERFECT版』4巻では表題作となっている（#書誌情報を参照）。

## あらすじ
学は人生の成功者になるのが夢であったが、父親の工場が潰れてしまい、高校進学を諦めざるをえなくなる。
目標を失った学はノラシロと遊ぼうとするが、ノラシロは屋敷の中へと行ってしまう。しかたなく学もそれを追い屋敷の中へと入るが…

## 登場人物
学
人生の成功者になるという夢を持つ少年。受験勉強に勤しむあまり、友人からの遊びの誘いを断っている。野球が大好きでチームのエースだが、試合に出ることを我慢している。
和子
学のクラスメイト。
ノラシロ
犬。つながれることなく町を歩き回っている野良犬だが、首輪は着けている。子犬の頃から学にえさをもらっていた。
屋敷の主
大脳生理学者。広い屋敷やプール付きの庭を持つほどの大金持ちであるが、医者から「余命6か月」と宣告されている。

## 類似のモチーフを持つ作品
貧困にあえぐ若者が、富裕な老人から財産を譲るとの話に乗り、若い肉体を売り渡してしまうというモチーフは、H・G・ウェルズの『故エルヴシャム氏の話（原題：The Story of the Late Mr. Elvesham）』に酷似している。
ただし『故エルヴシャム氏の話』では、主人公は老いた肉体に囚われた顛末を手記に遺して命を絶つが、若い肉体に入り込んだ老学者は事故死を遂げ、手記の真偽は永久の謎となってしまったという結末で終わるのに対し、『未来ドロボウ』では、若さと未来のすばらしさを味わった老科学者が、みずから肉体を学に返還し、心満ち足りて臨終を迎えるハッピーエンドとなっている。
同様のモチーフを持つ作品には、水木しげるの『すりかえられた肉体』、新田たつおの『チェン爺』などがある。

## 書誌情報

### 日本
以下の短編集に収録されている。特記のない限り藤子・F・不二雄名義、小学館刊。
- 『藤子不二雄少年SF短編集1 ひとりぼっちの宇宙戦争』〈てんとう虫コミックス〉1983年12月25日初版発行、ISBN 4-09-140701-3 ※「藤子不二雄」名義
- 『藤子不二雄 SF全短篇3 征地球論』 中央公論社〈中公愛蔵版〉 1988年5月25日初版発行、ISBN 4-12-001677-3 ※「藤子不二雄Ⓕ」名義
- 『少年SF短篇6 アン子大いに怒る』中央公論社〈藤子不二雄ランド〉通巻247巻、1989年7月21日初版発行、ISBN 4-12-410247-X
- 『藤子・F・不二雄少年SF短編集1 未来ドロボウ』〈小学館コロコロ文庫〉 1996年05月20日初版発行（4月26日発売[2]）、ISBN 4-09-194035-8
- 『藤子・F・不二雄SF短編PERFECT版4 未来ドロボウ』2000年11月20日初版発行（10月25日発売[3]）、ISBN 4-09-176204-2
- 『少年SF短編1』〈藤子・F・不二雄大全集〉通巻074巻、2010年9月29日初版第一刷発行（9月24日発売[4]）、ISBN 978-4-09-143439-5、A5判
- 『藤子・F・不二雄SF短編集』〈My First BIG〉廉価版

### 日本国外
- 台湾青文出版社：藤子・F・不二雄 SF短篇集 PERFECT版 第4集
- 香港青文出版社：藤子・F・不二雄 少年SF短篇集
- 中国：藤子・F・不二雄 少年SF短篇集 2006年

## 映像化
世にも奇妙な物語 2014年 秋の特別編で放送された。

### キャスト
- 大葉國正 - 吉田鋼太郎
- 白井直輝 - 神木隆之介
- 楠彩香 - 大原櫻子
- 森元 - 東根作寿英
- 白井渡 - 阿南健治
- 白井陽子 - 舟木幸
- 晴翔 - 笠井薫明
- 航大 - 碓井将大
- エリカ - 岸明日香
- ミヤビ - 葉加瀬マイ
- 若いカップル - 大久保祥太郎、徳田公華
- 面接官 - 川本成、山本圭祐
- 重役 - 藤岡大樹
- 受験者 - 灰野貴宏

### スタッフ
- 脚本 - 大野敏哉
- 演出 - 後藤庸介